# 秀男 (呼出)

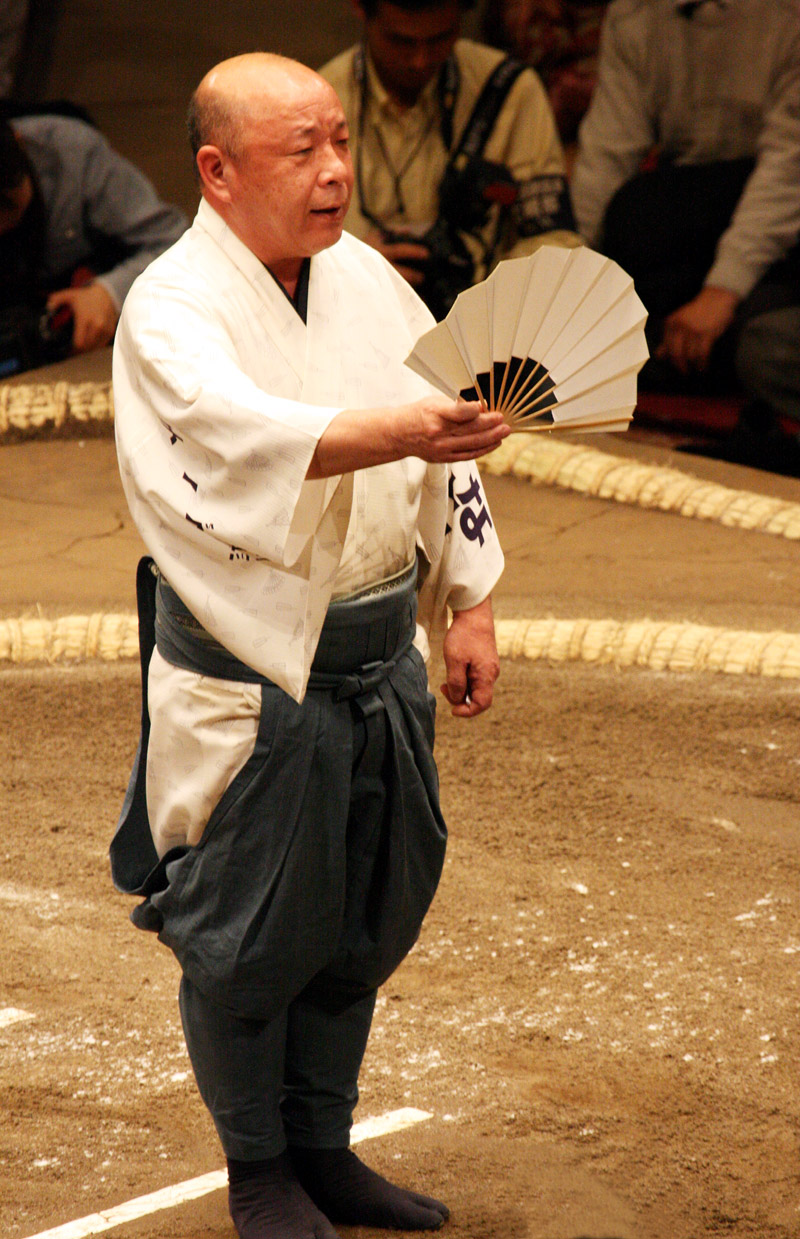
2008年五月場所での秀男

秀男（ひでお、1949年12月28日 - ）は、大相撲の元呼出。本名は山木秀人（ひでひと）。伊勢ヶ濱部屋、桐山部屋を経て最後は朝日山部屋所属だった。血液型はA型。

## 人物
静岡県下田市出身。相撲部屋の先輩呼出である幸太郎に名付けられた。呼び上げの美声で相撲ファンから愛され、「土俵上の妖精」の異名を持つ。
1969年3月場所で初土俵。2003年5月場所より副立呼出に昇進。2008年1月場所番付発表の12月20日から立呼出に昇進。戦後生まれ初の立呼出となった。2003年7月場所限りで康夫が停年退職したため、翌9月場所からは秀男が呼出のトップとなり、結びの一番の呼び上げを担当していた。2014年12月27日に停年退職した。

## 履歴
- 1969年3月場所 - 伊勢ヶ濱部屋から初土俵
- 1994年7月場所 - 呼出の番付制導入により、十両呼出に指名される
- 1996年1月場所 - 幕内呼出に昇進
- 2002年5月場所 - 三役呼出に昇進
- 2003年5月場所 - 副立呼出に昇進
- 2007年3月場所 - 伊勢ヶ濱部屋閉鎖に伴い桐山部屋へ移籍
- 2008年1月場所 - 立呼出に昇進
- 2011年5月技量審査場所 - 桐山部屋閉鎖に伴い朝日山部屋へ移籍
- 2014年11月場所 - 最終場所

## その他
- 巡業のトーナメントで大鵬を呼びあげた時、大鵬が自身の顔をずっと見ており緊張したという[2][3]。